# ハンス・サルター
ハンス・J・サルターまたはザルター（Hans J. Salter, 1896年1月14日 - 1994年7月23日）は、アメリカ合衆国の映画音楽の作曲家。

## 略歴
ウィーン出身。ウィーンで教育を受け、ベルリンでオペラ監督となる。その後、UFAに雇われて映画音楽作曲家の道に進んだ。1937年にアメリカに移住し、主にユニバーサル映画のために作曲し、ホラー映画やSF映画で知られる。『狼男』（1941年）、『大アマゾンの半魚人』（1953年）、『縮みゆく人間』（1957年）などが特に有名である。ホラー以外の作品としては西部劇の『怒りの河』（1953年）などがある。